# سد نادري
سد نادري هو سد تاريخي يعود إلى عصر الدولة الأفشارية، ويقع في كلات.